# Reineke Fuchs (Goethe)

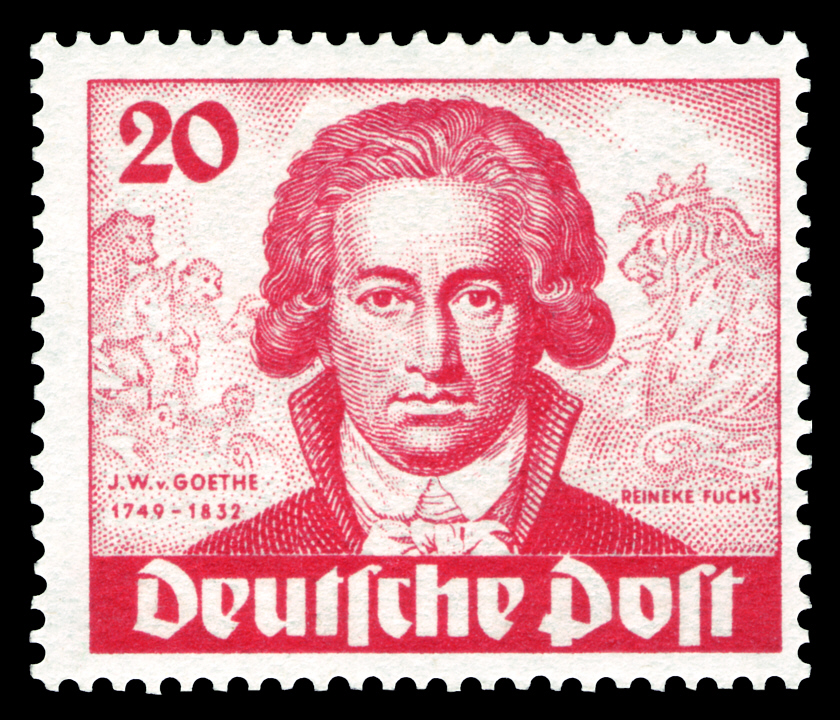
Johann Wolfgang von Goethe vor dem Hintergrund einer Szene aus Reineke Fuchs, Kreidezeichnung von Johann Heinrich Lips auf einer Briefmarke von 1949

Reineke Fuchs (die Schreibweise „Reineke“ ist nicht von Goethe – er schrieb wohl aus Betonungsgründen „Reinecke“. Maßgeblich ist Goethes Ausgabe letzter Hand, Cotta, 1830) ist ein Epos in zwölf Gesängen von Johann Wolfgang von Goethe. 1793 entstanden, lag es im Mai 1794 im Erstdruck vor. Der Stoff vom Reineke Fuchs geht auf mittelalterliche Fabeln zurück; Goethe bezog sich vor allem auf die von Johann Christoph Gottsched 1752 besorgte Prosabearbeitung eines seit 1498 zunächst in niederdeutscher Form erschienenen Versepos vom Reynke de vos.
Goethe wählte – durchaus im Wettstreit mit dem darin erfolgreichen Johann Heinrich Voß – als Versform durchgehend den Hexameter. Bis zum König hinauf sind die Protagonisten seines Stückes Tiere, die menschliche Rollen spielen und einem Hofstaat angehören. Er gab dem Werk stark spöttische, mitunter boshafte Züge; sein Epos kann durchaus als Kritik des höfischen Lebens gelesen werden, das er gut kannte.

## Inhalt

### Erster Gesang
Nobel, „der König, versammelt den Hof“, und fast alle kommen. Dennoch fehlt Reineke Fuchs, „der Schelm! … Alle hatten zu klagen, er hatte sie alle beleidigt.“ Isegrim, der Wolf, lamentiert, Reineke habe sein Weib Gieremund entehrt. Das Hündchen Wackerlos winselt auf Französisch, der Fuchs habe ihm eine Wurst genommen. Der Kater Hinze wirft zornig ein, ihm habe die Wurst gehört. Und dem Hasen Lampe, dem Briefträger des Königs, wollte Reineke an den Kragen.
Einen Fürsprecher hat Reineke. Sein Neffe Grimbart, der Dachs, widerlegt Anschuldigung für Anschuldigung. Anwalt Grimbart dreht sogar den Spieß um. Einmal, als Reineke unter Todesgefahr den Fuhrmann übertölpelte und für Isegrim Fische von der Fuhre herunterwarf, war Reineke der Mutige, der Bescheidene, der leer ausging, und Isegrim war der hinterhältige Fresssack.
Doch dann wendet sich das Blatt. Henning, der Hahn, bringt „auf trauriger Bahre“ die vom Fuchs gemeuchelte Henne Kratzefuß. Bei Mord muss der König einschreiten. Reineke soll „sich stellen am Hofe des Königs an dem Tage der Herrn, wenn sie zunächst sich versammeln;“ Braun, den Bären, ernennt „man aber zum Boten.“

### Zweiter Gesang
Der Bär erreicht zwar Malepartus, den Fuchsbau, doch dem listigen Fuchs ist er nicht gewachsen. Reineke schlägt vor, morgen sei auch noch ein Reisetag. Heute aber wolle er den Bären zum Bauer Rüsteviel führen und ihm dort „Honigscheiben“ servieren. Braun kann nicht widerstehen. Beide gehen hin. Auf dem Bauernhof liegt ein Eichenstamm, in den zwei Keile hineingetrieben sind. Rüsteviel, der nebenbei als Zimmermann arbeitet, will den Stamm spalten, wenn er ausgeschlafen hat. Reineke sagt zum Bären: „Mein Oheim, in diesem Baume befindet sich des Honiges mehr, als Ihr vermutet, nun stecket Eure Schnauze hinein, so tief Ihr möget.“ Und als es der gierige Braun getan hat, bringt Reineke „mit vielem Ziehen und Zerren … die Keile heraus“ und „der Braune“ ist „gefangen“. Von dem Gezeter des Bären laufen die Dorfleute zusammen und verprügeln Braun. Bei seinen verzweifelten Befreiungsbemühungen lädiert sich Braun übel das Gesicht und die Ohren.
Nobel, der König, sucht einen zweiten Gesandten. Man einigt sich auf Hinze, den Kater, „weil er klug und gewandt sei.“ Der Kater hat keine Lust: „ich dächte, jeden andern zu schicken ist besser, da ich so klein bin.“ Es hilft ihm nichts. Er muss losmarschieren.

### Dritter Gesang
Der Kater erreicht den Fuchsbau Malepartus. Es geht ihm nicht besser als dem Bären. Reineke will ihm Honigscheiben anbieten. Hinze mag aber lieber Mäuse. „Eßt Ihr Mäuse so gern?“ nimmt Reineke den Besuch auf den Arm und führt ihn „zur Scheune des Pfaffen, zu der lehmernen Wand. Die hatte Reineke gestern klug durchgraben und hatte durchs Loch dem schlafenden Pfaffen seiner Hähne den besten entwendet.“ Eine Schlinge ist für den „wiederkehrenden Dieb“ fürsorglich gelegt. Reineke macht dem Kater das Maul auf Mäuse wässrig: „O höret, wie munter sie pfeifen!“ Hinze springt in die Schlinge, und der Strick zieht sich zusammen. Derweil macht Reineke allerlei Unfug, begeht schon wieder „Ehbruch“ mit der Wölfin Gieremund, aber ganz hinterlistig. „Reineke schlupfte“ durch einen Mauerspalt, „allein er mußte sich zwängen, denn die Spalte war eng; und eilig steckte die Wölfin, groß und stark, wie sie war, den Kopf in die Spalte; sie drängte, schob und brach und zog und wollte folgen, und immer klemmte sie tiefer sich ein und konnte nicht vorwärts.“ Reineke dreht eine Runde, kommt hinter Gieremund und „macht' ihr zu schaffen.“ Inzwischen wird der Kater statt des Fuchses, der einen Braten dem Pfaffen entwendet hat, um diesen zu wecken, und den Schmaus vor der Scheune fallen lässt, gehörig verprügelt. Denn der eine Dieb ist entwischt, dafür könne man doch den anderen, den Hühnerdieb, drannehmen. Dabei wird ihm ein „Aug“ ausgeschlagen, doch der Kater rächt sich und entmannt den Pfarrer, wodurch er entkommen kann.
Nun schickt der König den Dachs aus. Grimbart schafft es, seinem Onkel die Beichte über all seine Gräueltaten abzunehmen und ihn an den Königshof zu bewegen. Auf dem Weg wird der Fuchs einmal rückfällig: Er raubt und verspeist einen Kapaun des Klosters. Sofort bereut er seine Tat, muss aber aufpassen, um demselben Kloster nicht noch ein Federvieh zu entwenden.

### Vierter Gesang
Es wird Kurzer Prozess gemacht. Die zahlreichen Feinde des Fuchses erreichen beim König die Todesstrafe für den Schelm. Die vielen Verwandten des Fuchses ziehen sich verärgert vom Hofe zurück. Das befremdet den König. Reineke hat keine Chance, er soll „hängen an seinem Halse, damit er seine schweren Verbrechen mit schmählichem Tode verbüße.“ Aber Reineke lässt „die Hoffnung nicht fahren.“ Da kommt ihm schon der rettende Einfall. Er bittet, öffentlich die Buße ablegen zu dürfen. Die Bitte wird ihm gewährt und er quasselt dem König und der Königin von seinen Raubzügen mit Isegrim vor und wie er dabei von dem Wolfe immer knapp gehalten wurde. „Aber Gott sei gedankt“, fabuliert der Fuchs weiter, „ich litt deswegen nicht Hunger; heimlich nährt ich mich wohl von meinem herrlichen Schatze, von dem Silber und Golde, das ich an sicherer Stätte heimlich verwahre; des hab ich genug. Es schafft mir wahrhaftig ihn kein Wagen hinweg, und wenn er siebenmal führe.“ Reineke setzt noch eins drauf: „Denn der Schatz war gestohlen. Es hatten sich viele verschworen, Euch, Herr König, zu morden.“ Reineke ist gerettet. Nobel, der König, will Näheres über die Verschwörung und vor allem über den Schatz erfahren.

### Fünfter Gesang
Reineke ersinnt „bodenlose Lügen“, verleumdet seinen Vater sowie „seinen redlichsten Freund“, den Dachs. Mit dem „leidigen Golde“ habe es folgende Bewandtnis. Reinekes Vater habe einst, so lügt er weiter, „König Emmrichs Schatz auf verborgenen Wegen“ entdeckt. Der Fund sei dem Vater zu Kopf gestiegen und er habe sich höhere Freunde gesucht. Braun, Isegrim, Grimbart, Hinze und sein Vater seien die fünf Verschwörer, die „des Königes Tod“ beschlossen, mit dem Schatz in Sachsen und Umgebung Söldner anwerben und Braun, den Bären, „sich zum Könige wählen wollten.“ Aber er, der brave Reineke, habe den Schatz mit viel Mühe entdeckt und mit seiner Frau, der Füchsin Ermelyn, „hinweg zu einer Stätte getragen.“ Als der Schatz fort gewesen wäre, hätte sich sein Vater selber erhängt, lügt der Fuchs weiter. Reineke hebt noch ein wenig hervor, dass er „den leiblichen Vater hingegeben, den König zu retten.“
Das Königspaar will nur eines – den Schatz. „Saget an, wo habt Ihr den Schatz?“, dringen sie in den Schelm. Reineke lässt sich vom König erst einmal alle seine Verbrechen vergeben und gibt den Ort des Schatzes an. In „Osten von Flandern“ bei Hüsterlo, dort, wo nur „Eul und der Schuhu“ wohnen, im „Brunn Krekelborn“ liegt er. Nobel kennt nur Aachen, Lübeck, Köllen und Paris, doch Hüsterlo und Krekelborn sind ihm unbekannt. Also soll ihn Reineke führen. Der Fuchs gewinnt Lampe als königlichen Begleiter. Denn er selber möchte unverzüglich nach Rom pilgern, um „Gnad und Ablaß zu suchen.“ Nobel findet das gut und gibt Reineke „gnädigen Urlaub.“

### Sechster Gesang
Isegrim, der Wolf, und Braun, der Bär, schmachten als potentielle Königsmörder „gebunden“ und „verwundet“ in Nobels Kerker. Reineke hingegen sonnt sich in der neuen Gnade des Königs. Bevor sich der falsche Pilger aufmacht, empfiehlt er noch dem König, „die beiden Verräter“ Isegrim und Braun „im Kerker gebunden“ zu halten. Lampe, der mitleidige Hase, und der Widder Bellyn, Kaplan und Schreiber des Königs, begleiten Reineke ein Stück Weges. Zunächst geht es an der Wohnung Malepartus des Fuchses vorbei. Reineke schmeichelt Lampe, was für ein bescheidener Grasfresser er sei, und bittet ihn in seinen Bau. Dem Widder hingegen empfiehlt er, sich die Kräuter vorm Bau schmecken zu lassen. Drinnen geschieht es dann gleich. Lampe schreit: „Der Pilger bringt mich um!“ Doch „Reineke hatt ihm bald die Kehle zerbissen“ und verspeist den Hasen genüsslich gemeinsam mit seiner Frau. Nur „Lampens Haupt“ steckt er behände in sein „Ränzel“. Bevor der Fuchs die „Botschaft“ für Nobel dem draußen schon ungeduldig harrenden Widder übergibt, berät er noch mit seiner Frau, in welches deutsche Land denn die Fuchsfamilie emigrieren könne. Man kommt auf Schwaben, weil es dort „Hühner, Gänse, Hasen, Kaninchen und Zucker und Datteln, Feigen, Rosinen und Vögel von allen Arten und Größen“ gäbe. Überall will der Fuchs hin, nur nicht „in des Königs Gewalt“. Frau Ermelyn, die Füchsin, möchte lieber im Lande bleiben. Reineke geht hinaus, schärft dem Widder ein, das Ränzel unterwegs nicht zu öffnen, und rät ihm, dem König vorzuflunkern, er – Bellyn – habe „dem Schreiber geholfen; es bringt Euch Vorteil und Ehre.“
Bei Hofe kommt die Wahrheit ans Licht. „Dies ist Lampens Kopf, es wird ihn niemand verkennen.“ Nobel, der König, sieht seinen Fehler ein. Der „Verräter“ Reineke hat ihn „mit schändlicher Tücke bewogen“, seine „Freunde“ Braun und Isegrim „zu strafen“.
Bellyn wird für den Mord an Lampe, den er gar nicht begangen hat, dem Wolf übergeben, der ihn frisst. Auch gibt Nobel, der König, Isegrim und seiner Sippe das Recht, sich an Bellyns ganzer Sippe zu rächen. Das, so sagt es die Fabel, würde begründen, warum sich Wölfe Schafe und Böcke stehlen.

### Siebenter Gesang

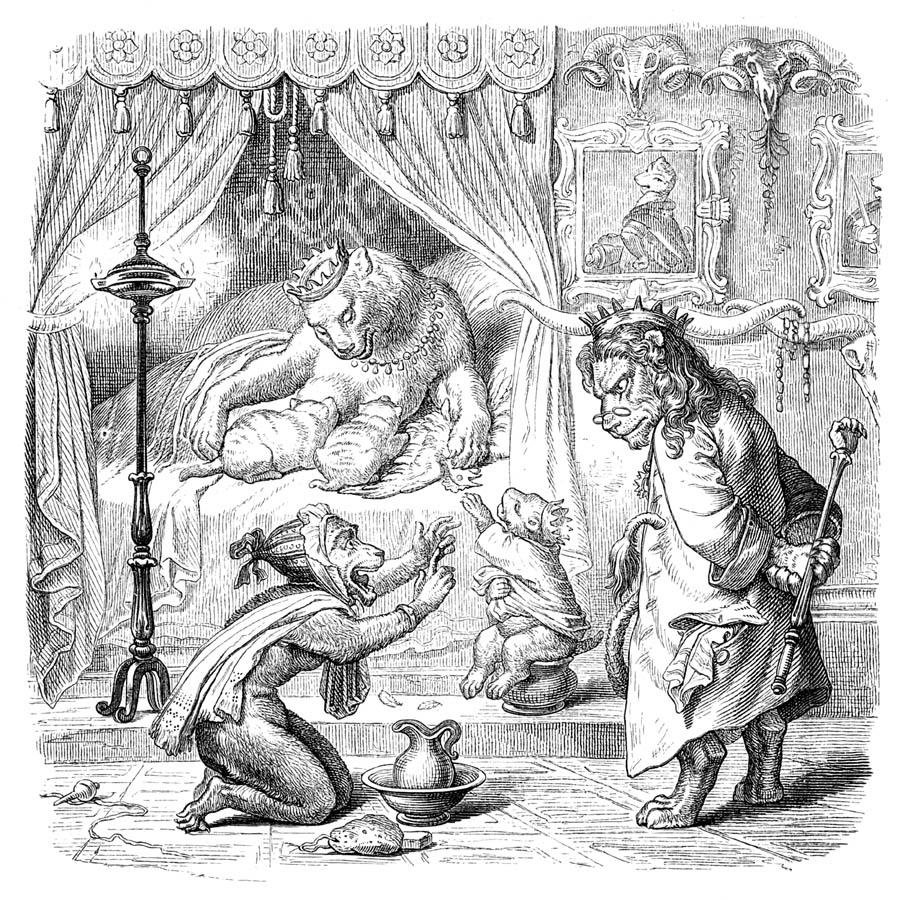
Illustration zu „Reineke Fuchs“ von Wilhelm von Kaulbach

Braun und Isegrim kommen bei Hofe wieder zu Ehren und vergessen „ihrer Leiden“. Indes liegt der „verlogene Pilger“ zu Hause auf der Lauer. Bei Hofe wird „acht Tage getanzt und gesungen.“ Dann ist der Spaß vorbei. Das Kaninchen erscheint „mit blutigem Haupte“. Ein Ohr hat es auf dem Wege zum Königshof am Fuchsbau durch Reinekes „Klauen“ verloren. Unerhört, der Weg zum König ist unsicher! Das Maß ist voll, als Merkenau, der „gesprächige Krähenvogel“, vom Mord seines Weibes Scharfenebbe durch den Pilger berichten muss. „Diesen Frevel bestraf ich“, zürnt der König. „Gar zu leicht vertraut ich dem Schelm und ließ ihn entkommen.“ Isegrim und Braun wiegen sich in der Hoffnung, „am Ende werden“ sie „doch“ noch „gerochen“. Aber die Königin gibt dem König zu bedenken, „beide Parteien“ seien „immer zu hören“. Also will Nobel mit seinen Genossen die Feste Malepartus „mit Bogen und Spießen und allen anderen Gewehren“ stürmen. Grimbart, einer der Räte des Königs, „entfernt sich heimlich“ und eilt zu dem Onkel.
„Warum lauft Ihr so sehr?“, wundert sich dieser. „Ihr keichet!“ Grimbart verrät die Neuigkeit. Scheinbar unbeeindruckt entgegnet Reineke: „Morgen geh ich nach Hofe mit Euch.“ Aber in der Nacht, als alle gemeinsam im Bau „mit Heu und Blättern bedeckt“ schlafen, „wacht Reineke vor Angst“. Doch er muss gehen um seiner Frau und Kinder willen.

### Achter Gesang
Auf dem Wege zum König beichtet Reineke seinem Verwandten, dem Dachs, erneut. Er beginnt damit, wie er sein „Mütchen gekühlet“ hat. Er „tötete Lampen“ und er „bepackte Bellyn mit dem Haupt des Ermordeten“. Und – so beichtet Reineke weiter – die Krähe Scharfenebbe habe er „aufgegessen“. Aber der Fuchs hat gleich eine Entschuldigung für den Doppelmord parat. „Durch die Welt sich zu helfen, ist ganz was Eignes; man kann sich nicht so heilig bewahren als wie im Kloster.“ Der Wolf und der Bär, klagt Reineke weiter, sind wieder „die Größten am Hofe. Sie stehlen und rauben, es liebt sie der König.“ Aber „nimmt ein armer Teufel, wie Reineke, irgendein Hühnchen, wollen sie alle gleich über ihn her. Kleine Diebe hängt man so weg. Die Schüsseln werden gar ungleich aufgetragen.“
Reineke und Grimbart begegnen Martin, dem Affen. Der will nach Rom und ist mit den beiden verwandt. Martin empfiehlt Reineke, er solle sich bei Hofe an seine Frau, die einflussreiche Äffin Rückenau, halten.

### Neunter Gesang
Als Reineke die vielen versammelten Feinde sieht, fehlt „ihm der Mut“. Doch Grimbart geht „ihm zur Seite. Dem Blöden wird das Glück nicht zuteil, der Kühne sucht die Gefahr auf und erfreut sich mit ihr.“ Gleich beteuert Reineke, was für ein guter Kerl er sei: „O hätte doch jeder am Vorhaupt geschrieben, wie er gedenkt, und säh es der König! da würde sich zeigen, daß ich nicht lüge.“
Aber der Fuchs lügt wie gedruckt: Das Kaninchen habe im Fuchsbau mit am Tisch gesessen und Streit angefangen – den Sohn des Fuchses „über das Maul“ und blutig geschlagen. Und die Krähe habe sich selbst ermordet oder aber der eigene Mann habe sie ins Jenseits befördert. „Gültige Zeugen“ sollen vortreten, verlangt Reineke. Oder, wie unter „edlen“ Männern üblich, er wolle sich zum Zweikampf stellen. Zeugen haben das Kaninchen und der Krähengatte nicht. Vor dem Zweikampf fürchten sie sich und schleichen sich „von Hofe.“
Unbeirrt von der Rederei des listigen Fuchses bezeichnet der König Nobel Reineke als einen Verräter, der seinen Briefträger Lampe „schmählich getötet“. Da der Widder Bellyn behauptet hatte, er habe sich die Briefe im Ränzel gemeinsam mit dem Fuchs ausgedacht, verlor er zur Strafe sein Leben. Da staunt aber Reineke. „Lampe und Bellynen tot? Wer sollte glauben, der Widder würde Lampen ermorden und Euch der Schätze berauben?“ Reineke fängt wieder mit seinen Schätzen an, die er dem Widder angeblich als Fracht für den König aufgepackt habe. Nobel ist so erzürnt über die Rede des Fuchses, dass er den Gerichtstag fluchtartig verlässt.
Wieder hat Reineke einen Fürsprecher. Diesmal ist er weiblich. Die Äffin Rückenau geht im Gemach Nobels ein und aus. Anhand der beigelegten Rechtsstreitigkeit des Lindwurms mit dem Manne beweist sie dem König schlüssig, wie unverzichtbar die Schläue des Fuchses bei Hofe ist. Alle hatten damals keinen Rat gewusst – nur Reineke fand die Lösung bei einer Tatortbegehung mit Beteiligung beider Parteien. Der König sagt: „Ich will es bedenken. Doch von Grund aus bleibt er ein Schalk. Denn er dreht sich so listig heraus, wer ist ihm gewachsen?“ Notgedrungen setzt Nobel den Gerichtstag fort. Reineke fängt wieder von seinem Schatz an, „den der Verräter Bellyn unterschlug“. Die Äffin Rückenau fragt ihren Verwandten: „Zeiget uns an, wie waren die Schätze?“ Der selbstlose Reineke will sein Bestes tun, will umherreisen „durch Länder und Reiche, die Schätze zu schaffen.“

### Zehnter Gesang
Doch der schlaue Fuchs beschreibt die Schätze nur, die er angeblich dem Widder Bellyn für den König mitgegeben haben wollte, und zwar „so zierlich“, dass ihm jedermann glaubt. Reineke „hatte die Lüge so künstlich geflochten“, dass der König ihm alles vergibt und ihn auf freien Fuß setzt. Isegrim weist den König knirschend darauf hin, dass Reineke ein „Dieb“ ist, ein „Schalk“ und „Schelm“, „der eitel Lügen ersinnt“, der mehrere Verbrechen begangen hat. Und das mit den fehlenden Zeugen sei kein Grund, Reineke laufen zu lassen, denn „wer traut sich, zu reden? Er soll nicht entgehn, und sollten wir kämpfen.“

### Elfter Gesang
Der Wolf Isegrim, vom Fortgang des Gerichtsverfahrens tief beleidigt, bringt weitere Verbrechen des Fuchses zur Sprache. Bei klirrendem Frost habe Reineke im Teich des Wolfes Weib Gieremund entehrt und zwar so. Er habe Gieremund eine neue Art des Fischfangs gelehrt. Sie musste einfach den Schwanz ins Wasser hängen und warten, bis die Fische beißen. Gieremund sei aber wiederum bewegungsunfähig geworden, diesmal durch Einfrieren „und was er getrieben, darf ich nicht sagen“, klagt der Wolf. „Er kam und übermannte sie leider.“ Reineke darf auf die neuerliche Anschuldigung antworten. Der Fuchs erwidert: „Wer den Geist der Gierigkeit hat, er lebt nur in Sorgen.“ Bald weiß der Wolf keinen Ausweg und Reineke bekommt zum Schluss doch noch seinen Zweikampf. Der Fuchs begreift den Ernst der Lage: „Das geht um Vermögen und Leben!“ Von seinen Freunden, besonders der Äffin Rückenau tatkräftig unterstützt, bereitet er sich intensiv auf den Zweikampf vor.

### Zwölfter Gesang
Wolf und Fuchs betreten den Ring. Reineke hat allerlei gemeine Tricks auf Lager. Er blendet den Gegner, reißt ihm gar ein Auge aus. Doch letztendlich siegt die überlegene Körperkraft Isegrims. Er kriegt den Fuchs am Schlafittchen. Reineke muss um Gnade winseln. Doch der erboste Isegrim lässt nicht locker. Da siegt Reineke auf die unsportliche Tour. Er schiebt die „Tatze zwischen die Schenkel des Gegners“, ergreift „denselben bei den empfindlichsten Teilen“ und „zerrt ihn grausam, daß er Blut zu speien“ beginnt. Trotz des unritterlichen Betragens wird Reineke der Sieg zugesprochen. „Jeglicher“ schmeichelt dem Fuchs. Der König Nobel „hebet alle Strafen auf“ und macht Reineke Fuchs zum „Kanzler des Reiches“. Isegrim wird auf einer „Bahre, wohl mit Heu gepolstert“, aus dem Ring getragen. „Viele Chirurgen“ kommen und behandeln die „sechsundzwanzig Wunden“. Während der Ausgang des Kampfes insbesondere auch für Gieremund sehr folgenschwer und traurig ist, ergötzt „Reinekens Frau“ sich sehr und für die Füchse kommen „vergnügliche Tage. Heiter und sorglos“ werden sie leben.

## Figuren
Namentlich genannt werden die Fabeltiere Füchse: Reineke, Ermelyn, Reinhart, Rossel; Wolf: Isegrim, Gieremund; Löwe: Nobel; Dachs: Grimbart; Braunbär: Braun; Katze: Hinze; Hase: Lampe; Hunde: Hündchen Wackerlos, Dogge Ryn; Widder: Bellyn; Affen: Martin, Rückenau, Moneke; Kranich: Lütke; Panther: Lupardus; Hühner: Henning, Kantart, Kreyant, Kratzfuß; Krähen: Merkenau, Scharfenebbe; Esel Boldewyn; Ziegen Metke, Hermen; Biber Bokert; Storch Bartolt; Häher Markart; Ente Tybbke; Gans Alheid; Rabe Pflückebeutel. Zudem werden als Fabeltiere Eichhorn, Wiesel, Marder, Kaninchen, Eber, Hermelin, Ochs, Pferd, Hirsch, Reh, … erwähnt. Daneben existiert auch eine menschliche Gesellschaft, namentlich etwa der Bauer Rüsteviel und Jutte, die Köchin des Pfarrers.

## Goethes Quellen
siehe Reineke Fuchs